# Gare d'Edson
La  gare d'Edson est une gare ferroviaire canadienne, située dans la ville de Edson en Alberta. 
C'est une halte voyageurs Via Rail Canada desservie par le train dénommé Le Canadien. C'est également une gare marchandises.

## Service des voyageurs

### Accueil
Halte voyageurs. 

### Desserte
Edson est desservie par le train Le Canadien de Via Rail Canada. Pour être certain d'un arrêt du train, il est recommandé d'acheter son billet de réservation 24 heures à l'avance.